# Laval-le-Prieuré
Laval-le-Prieuré – miejscowość i gmina we Francji, w regionie Burgundia-Franche-Comté, w departamencie Doubs.
Według danych na rok 1990 gminę zamieszkiwało 35 osób, a gęstość zaludnienia wynosiła 7 osób/km² (wśród 1786 gmin Franche-Comté Laval-le-Prieuré plasuje się na 708. miejscu pod względem liczby ludności, natomiast pod względem powierzchni na miejscu 805.).